# 캐롤 린리

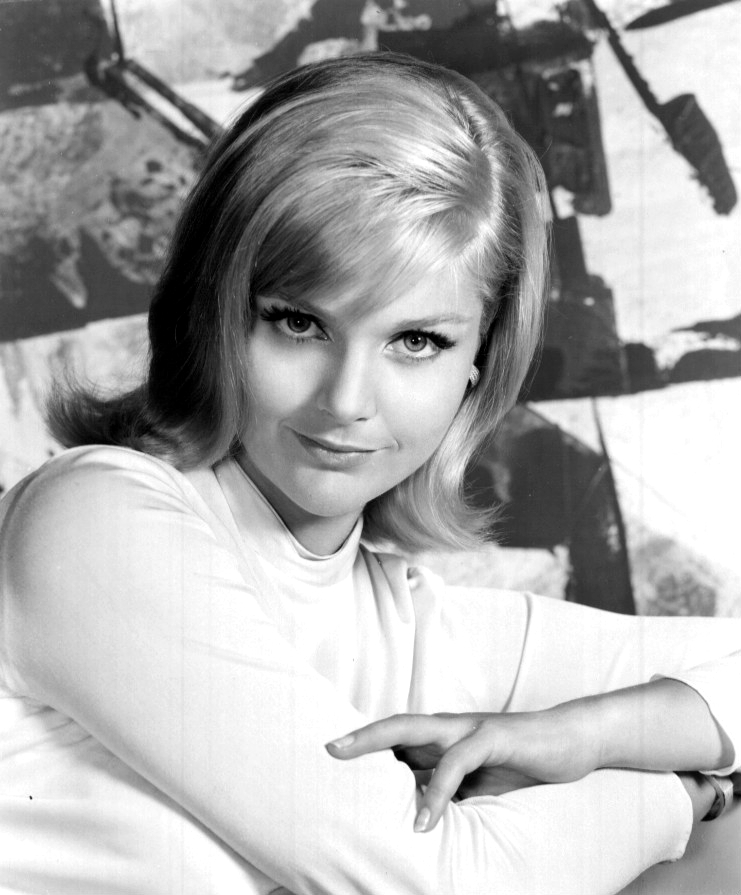

캐럴 린리(Carole Ann Jones, 1942년 2월 13일 ~ 2019년 9월 3일)는 미국의 배우, 모델, 연극 배우, 텔레비전 배우, 영화배우이다.
맨해튼에서 태어났으며 퍼시픽팰리세이즈에서 사망하였다. 사인은 심근 경색이다.

## 방송
- 꿈꾸는 낙원

## 영화
- 플라이페이퍼 (1999년)
- 네온 사인 (1996년)
- 하울링 6 (1991년)
- 스피리츠 (1990년)
- 미궁 속의 사랑 (1986년)
- 비질랜티 (1983년)
- 고양이와 카니리아 (1979년)
- 꿈꾸는 낙원 (1978년)
- 대홍수(영어판) (1976년)
- 비웨어 더 브롭 (1972년)
- 나이트 스토커 (1972년)
- 포세이돈 어드벤쳐 (1972년) - 넌니 패리 역
- 0011 나폴레옹 솔로 - 헬리콥터 스파이스 (1968년)
- 버니 레이크의 실종 (1965년)
- 첩보원 0011 (1964년)
- 아가씨들 멋대로 (1964년) - 매기 윌리엄스 역
- 언더 더 얌얌 트리 (1963년)
- 더 카디널 (1963년)
- 스트리퍼 (1963년)
- 마지막 일몰 (1961년)
- 페이튼 플레이스 2 (1961년)
- 하운드-독 맨 (1959년) - 도니 월러스 역